# Žan Vipotnik
Žan Vipotnik (* 18. března 2002) je slovinský profesionální fotbalista, který hraje na pozici útočníka za velšský klub Swansea City AFC a slovinský národní tým.

## Klubová kariéra
Dne 1. srpna 2024 se Vipotnik připojil ke klubu Swansea City, kde podepsal čtyřletou smlouvu po ukončení smlouvy s Bordeaux.

## Reprezentační kariéra
V letech 2017 až 2022 Vipotnik reprezentoval Slovinsko na všech mládežnických úrovních od týmu do 15 let do týmu do 21 let a odehrál více než 25 zápasů za všechny tyto týmy dohromady. V březnu 2023 ho trenér Matjaž Kek poprvé povolal do slovinského národního týmu na kvalifikační zápasy na Mistrovství Evropy ve fotbale 2024 proti Kazachstánu a San Marinu. Vipotnik debutoval v reprezentaci 23. března ve venkovním zápase proti Kazachstánu, kde se do hry dostal v 70. minutě a o osm minut později vstřelil vítězný gól Slovinska při výhře 2:1. Stal se tak druhým nejmladším hráčem po Benjaminu Šeškovi, který skóroval za Slovinsko, a to ve věku 21 let a 5 dní.

## Statistiky

### Klubové
Platí k zápasu hranému 29. prosince 2024.
| Klub                      | Sezóna            | Liga                           | Liga   | Liga | Národní pohár | Národní pohár | Ligový pohár | Ligový pohár | Ostatní | Ostatní | Celkově | Celkově |
| Klub                      | Sezóna            | Soutěž                         | Zápasy | Góly | Zápasy        | Góly          | Zápasy       | Góly         | Zápasy  | Góly    | Zápasy  | Góly    |
| ------------------------- | ----------------- | ------------------------------ | ------ | ---- | ------------- | ------------- | ------------ | ------------ | ------- | ------- | ------- | ------- |
| Maribor                   | 2020/21           | Prva slovenska nogometna liga  | 0      | 0    | 0             | 0             | —            | —            | 0       | 0       | 0       | 0       |
| Maribor                   | 2021/22           | Prva slovenska nogometna liga  | 9      | 0    | 0             | 0             | —            | —            | 3       | 0       | 12      | 0       |
| Maribor                   | 2022/23           | Prva slovenska nogometna liga  | 30     | 20   | 4             | 3             | —            | —            | 4       | 0       | 38      | 23      |
| Maribor                   | Celkově           | Celkově                        | 39     | 20   | 4             | 3             | —            | —            | 7       | 0       | 50      | 23      |
| Gorica (hostování)        | 2020/21           | Prva slovenska nogometna liga  | 17     | 1    | 0             | 0             | —            | —            | —       | —       | 17      | 1       |
| Triglav Kranj (hostování) | 2021/22           | Druga slovenska nogometna liga | 12     | 9    | 0             | 0             | —            | —            | 2       | 1       | 14      | 10      |
| Bordeaux                  | 2023/24           | Ligue 2                        | 37     | 10   | 3             | 0             | —            | —            | —       | —       | 40      | 10      |
| Swansea City              | 2024/25           | EFL Championship               | 22     | 4    | 0             | 0             | 2            | 0            | —       | —       | 24      | 4       |
| Celkově v kariéře         | Celkově v kariéře | Celkově v kariéře              | 127    | 44   | 7             | 3             | 2            | 0            | 9       | 1       | 145     | 48      |

### Reprezentační
Platí k zápasu hranému 23. března 2025.
| Národní tým | Rok     | Zápasy | Góly |
| ----------- | ------- | ------ | ---- |
| Slovinsko   | 2023    | 8      | 2    |
| Slovinsko   | 2024    | 7      | 0    |
| Slovinsko   | 2025    | 2      | 0    |
| Celkově     | Celkově | 17     | 2    |

#### Reprezentační góly
Skóre a výsledky Slovinska jsou vždy zapsány jako první. Góly Žana Vipotnika jsou zvýrazněny.
| Gól | Datum           | Místo                                      | Soupeř     | Skóre | Výsledek | Soutěž                                            |
| --- | --------------- | ------------------------------------------ | ---------- | ----- | -------- | ------------------------------------------------- |
| 1.  | 23. března 2023 | Astana Arena, Astana, Kazachstán           | Kazachstán | 2:1   | 2:1      | Kvalifikace na Mistrovství Evropy ve fotbale 2024 |
| 2.  | 10. září 2023   | San Marino Stadium, Serravalle, San Marino | San Marino | 1:0   | 4:0      | Kvalifikace na Mistrovství Evropy ve fotbale 2024 |